# Štěpánov (okres Olomouc)
Štěpánov (Moravisch: Ščepánov en Duits: Stefanau) is een Moravische stad in de Tsjechische regio Olomouc, en maakt deel uit van het district Olomouc. Štěpánov telt 3553 inwoners (2023). Naast de plaats Štěpánov zelf liggen ook de plaatsen Březce, Moravská Huzová, Stáldo, Benátky en Hutě binnen de gemeentegrenzen. Op het grondgebied van de stad bevindt zich het station Štěpánov aan de spoorlijn van Česká Třebová naar Bohumín. Štěpánov ligt aan de rand van het Chráněná krajinná oblast Litovelské Pomoraví. De stad neemt deel aan het samenwerkingsverband Mikroregion Olomoucko.

## Stadsindeling
| Naam van de kadastrale gemeente | Naam van het stadsdeel | Basis-residentie-eenheden |
| ------------------------------- | ---------------------- | ------------------------- |
| Březce                          | Březce                 | Březce                    |
| Moravská Huzová                 | Moravská Huzová        | Moravská Huzová, Benátky  |
| Stádlo                          | Moravská Huzová        | Stádlo                    |
| Štěpánov u Olomouce             | Štěpánov               | Štěpánov, Novoveská čtvrť |

## Geschiedenis
- 1201 – De eerste schriftelijke vermelding van Štěpánov.
- 1990 – Liboš scheidt zich af van de gemeente Štěpánov.[1]
- 2020 – De gemeente Štěpánov krijgt de status stad.

## Aanliggende gemeenten
| Aangrenzende gemeenten | Aangrenzende gemeenten | Aangrenzende gemeenten     | Aangrenzende gemeenten | Aangrenzende gemeenten |
| ---------------------- | ---------------------- | -------------------------- | ---------------------- | ---------------------- |
| Pňovice                |                        | Žerotín, Liboš, Hnojice    |                        | Lužice                 |
|                        |                        |                            |                        |                        |
| Střeň                  | Štarnov                |                            |                        |                        |
|                        |                        |                            |                        |                        |
|                        |                        | Horka nad Moravou, Olomouc |                        |                        |